# Sivert Bjørnstad

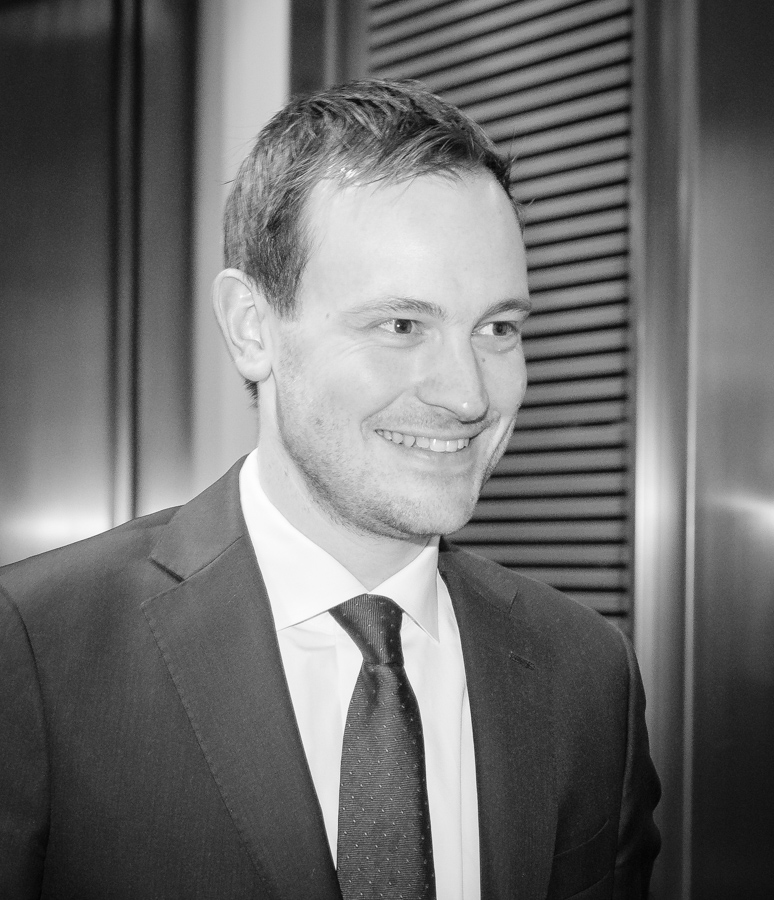
Sivert Bjørnstad, 2018

Sivert Haugen Bjørnstad (* 3. Oktober 1990 in Trondheim) ist ein norwegischer Politiker der rechten Fremskrittspartiet (FrP). Seit 2013 ist er Abgeordneter im Storting.

## Leben

### Familie und beruflicher Werdegang
Nach dem Abschluss der weiterführenden Schule arbeitete er als Aushilfslehrer, bevor er im Jahr 2011 ein Bachelorstudium für Wirtschafts- und Verwaltungsfächer an der Handelshøyskolen BI begann.
Im März 2024 heiratete er die Høyre-Politikerin Mari Holm Lønseth.

### Politischer Werdegang
Bjørnstad wurde im Alter von 14 Jahren Mitglied in der FrP-Parteijugend Fremskrittspartiets Ungdom (FpU). In den Jahren 2008 bis 2010 stand er der FpU im damaligen Fylke Sør-Trøndelag vor. In den Jahren 2011 bis 2019 war Bjørnstad Mitglied im Stadtrat von Trondheim. In den Jahren 2011 bis 2013 saß er zudem im Fylkesting von Sør-Trøndelag.
Bei der Parlamentswahl 2013 zog Bjørnstad erstmals in das norwegische Nationalparlament Storting ein. Dabei war er mit 23 Jahren der jüngste der Abgeordneten. Im Parlament vertritt er den Wahlkreis Sør-Trøndelag. Er wurde zunächst Mitglied im Ausschuss für Kirche, Bildung und Forschung. Im Januar 2016 wechselte er in den Wirtschaftsausschuss. Nach der Wahl 2017 ging Bjørnstad in den Finanzausschuss über, in dem er von Januar 2019 bis Februar 2020 den Posten des stellvertretenden Vorsitzenden innehatte. Im Januar 2020 wurde er Mitglied im Fraktionsvorstand der FrP. Er gehörte diesem bis September 2021 an. Während der laufenden Legislaturperiode wechselte Bjørnstad im Februar 2021 in den Wirtschaftsausschuss, wo er auch nach der Stortingswahl 2021 verblieb. Im Juni 2024 gab er bekannt, dass er bei der Parlamentswahl 2025 nicht erneut kandidieren wolle.

## Politische Positionen

### Vermögenssteuer
Bjørnstad ist für die Abschaffung der Vermögensteuer und begründet dies unter anderem mit seiner eigenen Situation. Er selbst bezahlt mehr Vermögenssteuer als er als Abgeordneter nach Abzug der Steuern im Jahr verdient, da er gemeinsam mit seinen Geschwistern einen Familienbetrieb geerbt hat. Bjørnstad selbst gibt an, dass das Vermögen jedoch unter anderem in Maschinen und Eigentum gebunden sei und er somit Kredite aufnehmen müsse, um die Steuern zu bezahlen.

### Monarchie
Bjørnstad befürwortet die Abschaffung der Monarchie in Norwegen. Im Jahr 2022 legte er gemeinsam mit den Arbeiderpartiet-Mitgliedern Torstein Tvedt Solberg, Anette Trettebergstuen und Åsmund Aukrust sowie der Høyre-Politikerin Heidi Nordby Lunde einen Gesetzesvorschlag zur Abschaffung des Königshauses vor.